# Mont Zhuguang
Le mont Zhuguang (sinogrammes simplifiés : 诸广山 ; sinogrammes traditionnels : 諸廣山 ; pinyin : zhū guǎng shān) est l'une des trois montagnes de la cordillère Luoxiao en Chine.